# Hanne Lagerbon
Hanne Lagerbon (født 7. december 1944 i Glostrup) er en tidligere dansk landsholdspiller i håndbold, som i perioden 1964-1973 spillede 107 landskampe og scorede 128 mål. Hun spillede klubhåndbold i Glostrup IC. Hun deltog i tre VM-slutrunder for Danmark i 1965, 1971 og 1973.